# کودن (آلاباما)
کودن (به انگلیسی: Coden) یک منطقهٔ مسکونی در ایالات متحده آمریکا است که در شهرستان موبایل، آلاباما واقع شده‌است. کودن ۲٫۱۳ متر بالاتر از سطح دریا واقع شده‌است.